# NGC 4792
NGC 4792 (również PGC 43999) – galaktyka soczewkowata (S0), znajdująca się w gwiazdozbiorze Kruka. Odkrył ją w 1882 roku Wilhelm Tempel.